# 右田隆次
右田 隆次（みぎた たかつぐ）は、戦国時代の武将。大内氏の家臣。大内氏庶流右田氏の一門。

## 生涯
周防国の戦国大名・大内義隆に側近として仕えた。
天文19年（1550年）8月の仁壁神社と今八幡宮で開催される例大祭に参詣する主君・義隆と相良武任を陶隆房（陶晴賢）方が襲撃するという噂が流れ、代理として隆次が参詣した。
翌天文20年（1551年）の大寧寺の変では大内義隆を守って、山口から長門国大寧寺まで義隆親子を警護し、身辺を守って討死した。
辞世の歌は「末の露本の雫に知るやいかに　つひに遅れぬ世の習ひとは」。

## 参考資料
- 『萩藩閥閲録』[要文献特定詳細情報]